# Farní sbor Českobratrské církve evangelické v Praze 8 – Kobylisy
Farní sbor Českobratrské církve evangelické v Praze 8 – Kobylisy je jedním z pražských sborů Českobratrské církve evangelické. Sbor spadá pod Pražský seniorát. Kostel v ulici U Školské zahrady byl postaven v roce 1971 a od svátku Svatého Ducha 1997 nese pojmenování Kostel U Jákobova žebříku. Před postavením kostela v ulici U Školské zahrady se sbor scházel v modlitebně v dnešní Klapkově ulici (dnes provozovna Orient bazaru u tramvajové zastávky „Březiněveská“).
V roce 2021 přešla pod správu sboru kazatelská stanice v Roztokách, která původně patřila pod libčický sbor. Během roku 2022 se z roztocké kazatelské stanice stal samostatný farní sbor.

## Představitelé sboru
Statutárními zástupci sboru jsou jeho farář a kurátor. Farářem sboru je Ondřej Kolář. Farářem korejské části sboru je Kwanghyun Ryu a duchovním japonské části byl Son Sinil. Setkávání japonské komunity však kvůli návratu faráře Sona do Japonska na začátku roku 2023 skončila. Laickým představitelem sboru je jeho kurátor Jan Šotola, jehož zástupkyní je místokurátorka Hana Dobrovodská.
Prvním farářem sboru po jeho osamostatnění od libeňského sboru (v roce 1951) byl Jan Blahoslav Horký ThB. Přehled kazatelů sboru uvádí tabulka:
| Jméno                              | Datum narození                     | Datum ordinace     | Datum zahájení působení v Kobylisích | Datum ukončení působení v Kobylisích | Datum úmrtí       |
| ---------------------------------- | ---------------------------------- | ------------------ | ------------------------------------ | ------------------------------------ | ----------------- |
| Jan Blahoslav Horký                | 10. srpna 1923 ve Džbánově         | 30. října 1949     | 1. října 1951                        | 31. srpna 1954                       | 25. července 1995 |
| Alena Balabánová (roz. Chytilová)  | 22. února 1929 ve Přelouči         | 5. června 1955     | 1. listopadu 1954                    | 30. června 1955                      | 4. června 1995    |
| Jaroslav Němec Ondra               | 18. března 1925 ve Studené u Dačic | 16. října 1949     | 1. července 1955                     | 28. února 1960                       | 8. dubna 2000     |
| Bedřich Šurman                     | 15. února 1929 v Ostravě           | 2. září 1956       | 16. května 1960                      | 30. září 1967                        | 2003              |
| Jan Karas                          | 2. dubna 1924 v Něměticích         | 22. dubna 1951     | 1. května 1968                       | 31. října 1985                       | 24. února 1993    |
| Jiří Štorek                        | 11. července 1941 v Poličce        | 19. listopadu 1967 | 1. ledna 1986                        | 28. června 2003                      | 28. června 2003   |
| Tomáš Sedlák Drobík                | 4. prosince 1973 ve Vsetíně        | 14. září 2002      | 2001 jako vikář u Jiřího Štorka      | 2006                                 |                   |
| Miroslav Erdinger                  | 29. května 1954 v České Lípě       | 15. listopadu 1981 | 24. března 2005                      | 31. srpna 2016                       |                   |
| Simona Tesařová (rozená Wenzelová) | 21. ledna 1965 v Ostravě           | 1. března 1992     | 1. července 2006                     | 31. prosince 2006                    |                   |
| Miloš Rejchrt                      | 19. října 1946 v Ostravě           | 29. listopadu 1970 | 1. října 2006                        | 31. října 2011                       |                   |
| Ondřej Kolář                       | 17. dubna 1978 v Prostějově        | 12. října 2008     | 1. prosince 2011                     |                                      |                   |
| Anna Pokorná                       | 21. srpna 1989                     | 7. listopadu 2021  | 1. října 2021                        | 30. září 2022                        |                   |

## Činnost
Sbor koná pravidelné bohoslužby:
- neděle 9.30 – české (každou první neděli v měsíci (s výjimkou letních prázdnin) mezinárodní bohoslužby)
- neděle 11.30 – korejské bohoslužby (kromě neděle, kdy jsou mezinárodní bohoslužby)
- neděle 14.00 – japonské bohoslužby (kromě neděle, kdy jsou mezinárodní bohoslužby)
- neděle 16.30 (ponejprv asi v neděli 13. března 2022)[9] – nedělní škola v maďarštině[10] (kromě neděle, kdy jsou mezinárodní bohoslužby, a letních prázdnin).[11]
- středa 15.30 – v kostele sv. Václava v areálu Psychiatrické nemocnice v Bohnicích

Ve sboru se schází též početná komunita křesťanů především z Jižní Koreje, dále z Japonska a jiných asijských zemí. Tyto křesťany do České republiky většinou přivedly jejich studijní, pracovní či diplomatické povinnosti.
Obvykle každou první neděli v měsíci se v 15.00 hodin v kostele U Jákobova žebříku schází místní skupina Praha Logosu Česká republika, z. s., což je ekumenické křesťanské společenství osob nejen s homosexuální orientací a jejich přátel, které tu má celorepublikové sídlo.